# Televisora de la Fuerza Armada Nacional Bolivariana
La Televisora de la Fuerza Armada Nacional Bolivariana (también llamado por su acrónimo TVFANB) es un canal de televisión abierta venezolano, operado por la Empresa de Sistemas de Comunicaciones de la Fuerza Armada Nacional Bolivariana (EMCOFANB), siendo propiedad del Estado venezolano, iniciando transmisiones el 28 de diciembre de 2013 y su programación consiste mayormente en programas informativos sobre la Fuerza Armada Nacional Bolivariana de Venezuela.

## Historia
En mayo de 2013, el presidente venezolano Nicolás Maduro ordenó a la FANB la creación de un canal cuya programación se base en informar sobre las actividades que realiza el ejército. Maduro autorizó su lanzamiento el 29 de octubre de 2013. Posteriormente, la empresa encargada de la estación fue creada el 26 de noviembre de 2013 por la entonces ministra de Defensa Carmen Meléndez.
TVFANB fue lanzado oficialmente el 28 de diciembre de 2013 por TDT. Su primera transmisión consistía en el Himno Nacional. TVFANB transmite en vivo algunos programas de canales estatales, como Venezolana de Televisión y Telesur.
En 2021, TVFANB cambió su logotipo de unas letras con la bandera venezolana y un camuflaje militar, a un círculo dorado con la silueta de Hugo Chávez y ocho estrellas debajo representando a las estrellas de la bandera nacional, y el nombre del canal representado igualmente con un color dorado.